# فابريتسيو فيولا
فابريتسيو فيولا (بالإيطالية: Fabrizio Viola)‏ هو مصرفي إيطالي، ولد في 19 يناير 1958 في روما في إيطاليا.